# La bestia debe morir (película de 1974)
La bestia debe morir (título en inglés: The Beast Must Die) es una película de terror de 1974, dirigida por Paul Annett. El guion fue escrito por Michael Winder, sobre la base del cuento No habrá oscuridad (There Shall Be no Darkness) de James Blish. La película fue protagonizada por Calvin Lockhart, Peter Cushing, Marlene Clark, Michael Gambon, Charles Gray, Anton Diffring, Ciaran Madden y Tom Chadbon.  
Pese a tener el mismo título, no guarda ninguna relación con la novela de Nicholas Blake La bestia debe morir ni con las películas argentina y francesa basadas en esta.

## Trama
Tom Newcliffe (Calvin Lockhart), un rico hombre de negocios y gran cazador, ha perseguido y cazado todas las especies que ha podido encontrar. Todas menos una, que todavía no ha sido identificada.
Newcliffe invita a seis personas a pasar el fin de semana en su casa de campo. Ninguno de ellos puede abandonar la finca durante el tiempo que permanezcan allí. Newcliffe sospecha que hay un hombre lobo en la zona y que uno de sus invitados es el portador del virus. Su plan es descubrir cuál de sus invitados es la bestia nocturna y cazarla, para así aumentar su impresionante colección.

## Reparto
- Anton Diffring - Pavel
- Calvin Lockhart - Tom
- Charles Gray - Bennington
- Ciaran Madden - Davina
- Marlene Clark - Caroline
- Michael Gambon - Jan
- Peter Cushing - Professor Lundgren
- Tom Chadbon - Paul